# ستيفانو نوفيريني
ستيفانو نوفيريني (Stephani Noferini) من مواليد 24 مايو 1961. هو دي جي ومنتج أسطوانات إيطالي مختص في موسيقى الهاوس وتكنو.

## روابط خارجية
- ستيفانو نوفيريني على موقع ميوزك برينز (الإنجليزية)
- ستيفانو نوفيريني على موقع أول ميوزيك (الإنجليزية)
- ستيفانو نوفيريني على موقع ديسكوغز (الإنجليزية)